# 技術経営
技術経営（ぎじゅつけいえい、英語：technology management テクノロジー・マネジメント）とは、テクノロジー（技術）のマネジメント（経営、管理）である。MOT（Management of Technology）、技術マネジメント（Engineering Management）、Technology Innovation managementと呼ばれることもある。

## 概要
「技術経営」は、主に製造業がものづくりの過程で培ったノウハウや概念を経営学の立場から体系化したものである。すなわち、技術を使って何かを生み出す組織のための経営学である。そのため技術版MBAと説明されることも多い。なお「技術を駆使した経営」という意味ではない。
その目的は、産業界、または社会にあって、イノベーションの創出をマネジメントし、新しい技術を取り入れながら事業を行う企業・組織が、持続的発展のために、技術を含めて総合的に経営管理を行い、経済的価値を生み出していくための戦略を立案・決定・実行することにある。
経営学用語の文脈で、英語の略称を用いMOT（Management of Technology）と呼ばれることが多い。

## 技術経営の歴史
その源流は、60年代米国のアポロ計画の際をきっかけに、1962年マサチューセッツ工科大学（MIT）スローンマネジメントスクール（経営大学院）にManagemnet of Science and Technologyの経営プロジェクトが発足、1981年からMITスローンマネジメントスクールのMBA課程にMOTコースが設置されたことで知られるようになった。
MITを起源とするMOTは日本ではしばしば理工学系の研究領域と勘違いされがちであるが、そもそもMITスローンマネジメントスクールはボストン地域でハーバード・ビジネス・スクールと並ぶMBAを育てるための経営大学院であり、技術経営も経営学（戦略論・組織論）をベースとした経営学の一応用領域である。ハーバードビジネススクールでも、W.J.アバナシー教授による『生産性のジレンマ』の研究以降、製品開発プロセスと生産プロセスを俯瞰的に捉えるPOM(Production and Operations Management)という教育プログラムがハーバードのMBAコースに設置され、現在ではよりMOTを捉えるTOM(技術・オペレーションのマネジメント: Technology and Operations Management)プログラムに発展的に進化している。いずれの大学でもMOTは経営大学院のひとつの教育研究領域として位置づけられているが、日本では、MBAとMOTを並列に並べ、別の学問領域のように扱う誤った認識がなされている。その理由には（１）日本では学部から文系、理系に分かれていること、（２）2000年代以降の日本の大学院拡充政策のうち、MOTのみ文部科学省ではなく、経済産業省が推進したこと、などが考えられる。そもそMBAはMaster of Business Administrationの略であるのに対し、MOTはManagement of Technologyの略であり、前者は学位名称であり、後者は教育研究領域名称であり、同列の比較にならない。
米国においてMOT教育が盛んになったのは、財政赤字と経常収支赤字の双子の赤字を抱えて苦しむが、日本を始めとした海外諸国の攻勢もあって、国内産業の国際競争力が回復が急務な時期であった。そのための人材育成が1980年代に入って提唱され、MIT、ハーバード、スタンフォード大学などのビジネススクールにMOTプログラムが設置されるようになった。教育コースとしてのMOTの発祥はスタンフォード大学という説もある。。当時はハーバード大学教授のエズラ・ヴォーゲルが執筆した著書「ジャパン・アズ・ナンバーワン」（1979年出版）を教訓に、日本の持つ生産技術を中心とする高度な製品開発能力や、長期的視点で開発投資を行うことで競争力や企業価値を高める経営手法を米国産業界に取り入れることが米国産業界を復活させる手段として取り込まれた諸政策の一つともなっていた。ハーバードビジネススクールでは、キム・B・クラークや藤本隆宏（現東京大学大学院経済学研究科教授）などが、日本の自動車産業が実践していたジャストインタイムなどの生産管理手法、TQCを始めとした品質管理手法など製品開発から生産のプロセスについて、産業特性を踏まえたR&Dの特性に関する研究を行い、MITスローンマネジメントスクールでは、マイケル・クスマノや延岡健太郎（現一橋大学イノベーション研究センター長）などが、自動車産業の経営戦略、事業戦略の国際間比較などの研究を行い、日本の産業研究の延長線上に技術経営の研究が蓄積され、米国における技術経営教育プログラムに活用された。豊富な技術資産を持ちながらも、部分最適に終わり、全体最適として昇華しなかった反省もあり、その技術資産を纏め上げて企業価値を向上させる経営力が技術経営の目指す方向とされた。不確実性の経済環境の中でしっかりした基本構想を持ち、戦略性を持った経営管理が企業価値を向上させるものとの認識が米国産業界に拡がるようになった。1980年代後半以降、技術経営研究の成果として経営学の一流ジャーナルに掲載される論文の多くが自動車産業やエレクトロニクス産業を分析対象とした研究が多かったが、これは米国における「実学」としての技術経営が、米国政府や米国産業界の要請として発展したという側面が大きい。
当の日本では、これまでの経営は終身雇用を前提とした新卒定期採用による年功序列制度、OJT等による社内教育、稟議制度による意思決定、企業内組合による労使一体制度、定期人事異動による部署間移動によるゼネラリストを養成する人事制度や、生産現場では制服の制定による社員の一体感の形成、福利厚生では社宅や社員寮を配置することで異部門、年次の違う社員との人的交流によるインフォーマルな人的情報ネットワークの構築機会の設けて企業文化の構築を無意識のうちに実践してきた経営手法であった。これら日本的経営としての日本のMOT研究は、産業・ビジネス界において「技術を収益化する」という観点で経営学の応用領域として、戦略論、組織論、労務管理論、組織心理学など様々なアプローチの研究の蓄積が豊富にある。特に2000年代以降、米国製造業の凋落とともに、藤本隆宏（東京大学大学院経済学研究科教授）、延岡健太郎（一橋大学イノベーション研究センター教授）、青島矢一（一橋大学イノベーション研究センター教授）、武石彰（京都大学大学院経済学部教授）などかつて米国のビジネススクールでMOT研究に従事していた研究者によって、MOT研究の流れは日本の大学の経営学部、商学部、経済学部などで引き継いでいる。一方、日本の工学系研究者の一部には、技術経営を米国流の経営学の傍流と捉えず、古くからある経営工学、管理工学や生産工学などの工学と経営の学際領域で扱おうとする考え方も多く、特に理系の単科大学や総合大学の工学部などに設置されたMOTスクールは、こうした経営学を基礎としないMOTを中心に教育している専門職大学も少なくない。更に、前述のMBAは文部科学省、MOTは経済産業省という官庁の縦割り行政の影響もあり、経済産業省が主導した「技術経営人材育成プログラム導入促進事業」では、「技術を事業の核とする企業・組織が次世代の事業を継続的に創出し、技術発展を行うための経営」を目的とした施策を実施し、2002年から工学系大学院によるMOTスクールの開設が相次いだ。そういう中で、技術経営は「技術+経営」の二者の足し算ではなく、「技術×経営×法務」という三者の掛け算であると捉えて論考するものもある。
なお、欧州では1794年にフランスで「科学」と「技術」を系統的に学ぶ世界初の教育機関として「エコール・ポリテクニック」が誕生したが、歴史的に欧州では大学教育とは「真理の研究を通じた人間形成」であり、「科学」と「技術」は明確に分離されていた。技術者の教育は大学の使命の範囲外として欧州の総合大学では現在でも「工学部」は設置されておらず、欧州でも米国同様に技術経営はビジネススクールあるいは経済学部で扱われる領域と位置づけられている。欧州の技術経営研究者の研究成果はResearch Policyなど欧州系の経営学ジャーナルに掲載されている。
2000年代以降、日本ではMOTスクールが多く開設されたものの、エレクトロニクス産業を代表として日本の産業界は技術は優れているものの、技術を事業成果に結びつける経営戦略の弱さから凋落を辿っている。こうした背景から経営学研究から遊離した工学系MOTという日本独自の教育研究のあり方には疑問が呈されており、東京理科大学が技術経営大学院の研究科長に日本を代表する経営学者の一人である伊丹敬之（一橋大学名誉教授）を招聘するなど、経営学領域としての技術経営教育の拡充が求められている。2021年には工学部技術・経営工学科のみを有する単科大学として三条市立大学が開学され、学部レベルでの技術経営教育が開かれた。

## 日本の大学院における技術経営教育
前項で指摘したとおり、日本では、米国や欧州に端を発する経営学を基本とした技術経営研究者の多くは、経営学部、商学部、経済学部など社会科学系の組織に籍を置いていることが多く、研究者養成大学院、専門職大学院ともに経営学研究の応用領域として技術経営の研究教育がなされており、ビジネススクールの経営学修士（Master of Business Administration；MBA）課程においても技術経営が主要な研究教育領域となっている。一方、工学系大学が設置する技術経営大学院は、工学系教員が手厚く配置されているため、工学系の学生が進学する傾向が強い。米国では、前述のMITやハーバードや、UCバークレーがそうであったように、どちらかと言えば経営学系の課程としつつ、工学系の学生でも対等に進学できるようになっているが、これらもビジネススクールのひとつのコースとしてのMOTという位置付けであり、取得学位もMBAである。日本の工学系MOTスクールは世界の標準的なMOT大学院とは異なり、工学系に偏りすぎてきたが、新しい技術で新しいモノ（製品やサービス）を市場に対して創出していくテクノイノベーターの輩出を目的とし、研究開発、製品化（サービス創出）、製造・生産、販売・マーケティング、資金調達、人材育成、知的財産・特許戦略、企業協業などの考え方を研究する必要性が高まり、経営学領域との融合が進んでいる。
日本における技術経営大学院の先駆として、2001年開設の横浜国立大学大学院環境情報学府環境マネジメント専攻技術マネジメントコース（現・環境イノベーションマネジメント専攻）や、2003年に開設され野中郁次郎らが担当教員であった北陸先端科学技術大学院大学知識科学研究科MOTコースなどが知られている。
専門職大学院として技術経営教育が始まったのは、2003年4月に芝浦工業大学が専門職大学院として「工学マネジメント研究科」を開設したことから始まった。続いて、日本工業大学、東京理科大学が専門職大学院（技術経営）を設けた。各校の技術経営コースはおおむね1年から2年程度であるが、社会人の便に配慮して3年コースを設ける大学院もある。専門職学位は技術経営修士（専門職）を授与される事が多いが、修士号としては一部に修士（技術経営）を授与する大学（横浜国立大学、立命館大学など）もあるが、北陸先端科学技術大学院大学のように修士（知識科学）や立教大学の修士（経営学）など、学位名称にはさまざまなものが設けられている。また、名古屋工業大学のように、自身の研究内容により、修士（学術）（工学）（産業戦略）の3種より選択できるところもある。なお、技術経営修士（専門職）を取得できるのは芝浦工業大学、東京理科大学 、日本工業大学 などがある。博士（技術経営）を取得できるのは東京工業大学、東京大学、横浜国立大学、立命館大学などがある。MOTのモジュールの一部である知的財産・特許分野に特化した専門職大学院として、2005年に大阪工業大学が知的財産専門職大学院を設置している。
ただし、技術経営として独立した学位を設けるのは日本独自の考え方であり、歴史的にも今日の世界の専門職大学院の趨勢としても、MBAスクールの一領域としてMOTが位置づけられる方が一般的である。さらに、日本の場合、技術経営系専門職大学院は、必要教員数が50%増しで且つ、一定数の実務家経験者を配置しなければならないなどの厳しい規定があるが、こうした工学部系大学院組織は、MITやハーバードビジネススクールなど世界の専門職大学院が取得しているAACSBやEQUISなどの国際認証の要件が経営系大学院を前提にしているため、要件に合致しにくいという問題もある。
また、多くの技術経営系専門職大学院は社会人の便を配慮し、夜間や週末に時間割りを組んでいる。なお、立教大学MBAと芝浦工大MOTは相互単位互換を行っている。これによりMBAの学生がMOT科目の履修、MOTの学生がMBA科目の履修を可能にするなどの利便性を図っている。
現在、技術経営大学院の一部は定員割れを起こしている大学院もある。また定員割れに伴い担当教員の削減を行っている大学院もある。
残留する教員は学生の希望に沿ったものではかならずしもないことから、定員割れの大学院の志望者は注意すべき情況にある。さらにMBA/MOT教育を行っている組織がMBA/MOTのランキングを行っているなど、いまだ教育体制として整っているとは言いがたい教育機関もある。これは大学院修了後の資格やキャリアが明確でなかったことや、受験生の中に「技術経営」が「経営学」とは異なった学問という誤った認識を持つ人もいるため、本来の意味での「技術経営」教育が不十分であるところも少なくない。
このように、日本においては、経営学研究者の間で最先端の技術経営研究が行われているにもかかわらず、一般社会での技術経営に対する解釈がまだ百花繚乱の状態で、大学院や企業にも認識の違いがあり、今後のキャリアプログラムの形成においてまだ不透明な部分が多いため、入学を志望する志願者を戸惑わせていることによるものもある。
このため志望者は入学後に意に沿わない教育内容とならないように、入学前の教育内容の確認が必要である。工学系出身のエンジニアの技術経営大学院へのニーズはエンジニアとしてのスキルに加えて更に経営を学びたいということであり、早稲田大学ビジネススクールのようにMBAスクールでの技術経営教育を行っている大学院では、自主的な受験生が多いものの、既存の工学部を基礎としたMOTスクールの現在の入学者の多くは企業派遣を中心とした技術系幹部社員養成コースで派遣された院生で構成されている例も少なくない。

### 技術経営を学ぶことの出来る主な技術経営大学院・大学院
専門職学位課程
- 東京科学大学 大学院環境・社会理工学院技術経営専門職学位課程
- 東京農工大学 大学院技術経営研究科技術リスクマネジメント専攻（のちに、専門職学位課程のまま工学府産業技術専攻に改組）
- 東京理科大学 大学院総合科学技術経営研究科総合科学技術経営専攻（のちに、イノベーション研究科 技術経営専攻を経て経営学研究科 技術経営専攻に改組）
- 日本工業大学 大学院技術経営研究科技術経営専攻
- 早稲田大学ビジネススクール （のちに大学院経営管理研究科に改組）
- 新潟大学 大学院技術経営研究科技術経営専攻
- 京都大学 大学院医学研究科知的財産経営学分野
- 京都情報大学院大学 大学院応用情報技術研究科ウェブビジネス技術専攻
- 同志社大学 大学院ビジネス研究科同志社MOTコース
- 大阪工業大学 大学院知的財産研究科知的財産専攻
- 東京都立産業技術大学院大学（旧産業技術大学院大学）産業技術専攻創造技術コース（創造技術専攻からの改組）
- 山口大学 大学院技術経営研究科技術経営専攻
- 九州大学大学院経済学府産業マネジメント専攻

修士課程・博士課程
- 山形大学（修士課程・博士課程） 大学院理工学研究科ものづくり技術経営学専攻
- 東北大学（修士課程・博士課程） 大学院工学研究科技術社会システム専攻
- 東京大学（修士課程・博士課程） 大学院工学系研究科技術経営戦略学専攻
- 東京科学大学（博士課程） 大学院環境・社会理工学院イノベーション科学系イノベーション科学コース
- 立教大学（修士課程） 大学院ビジネスデザイン研究科ビジネスデザイン専攻
- 横浜国立大学（修士課程・博士課程） 大学院環境情報研究院/環境情報学府環境イノベーションマネジメント専攻
- 静岡理工科大学（修士課程） 大学院理工学研究科
- 名古屋工業大学（修士課程） 大学院工学研究科産業戦略工学専攻
- 名古屋商科大学（修士課程） 大学院マネジメント研究科（MBA）
- 北陸先端科学技術大学院大学（博士前期課程・博士後期課程） 知識科学研究科MOTコース（東京サテライトキャンパス）
- 立命館大学（修士課程・博士課程） 大学院テクノロジー・マネジメント研究科テクノロジー・マネジメント専攻
- 同志社大学（博士課程） 総合政策科学研究科　技術・革新的経営（TIM）研究コース
- 大阪大学（修士課程） 大学院経済学研究科経営学系専攻MOTコース
- 京都工芸繊維大学（修士課程） 大学院工芸科学研究科デザイン経営工学専攻技術経営コース
- 慶應義塾大学（修士課程・博士課程） 大学院システムデザイン・マネジメント研究科システムデザイン・マネジメント専攻
- 長岡技術科学大学（修士課程） 大学院工学研究科システム安全工学専攻

## 技術経営の成果
1990年代の米国経済の復興は技術経営の研究と教育の成果とも言われる。高度先端技術と言われるIT、バイオ、ナノテクノロジー、知財・特許戦略等で著しい成果を上げ、米国企業の世界戦略を促進させた背景には技術経営があったと考えられる。特にITについては、企業の情報化が重要な経営課題となり、経営者がIT化に直接関与すること、あるいは企業内に最高情報責任者（chief information officer、略称：CIO）を置くことなどが求められるようになった。このことはコンピュータシステム開発のノウハウを企業経営に応用する契機となっている。例えば、コンピュータシステム開発で用いられるプロジェクトマネジメントの手法は、技術経営の研究対象となっており、企業経営にも応用される。